# Zdravko Stojnić
Zdravko Stojnić (ur. 13 kwietnia 1957 w Sarajewie) – bośniacki bobsleista, olimpijczyk.

## Kariera
Zdravko Stojnić trzykrotnie uczestniczył na zimowych igrzyskach olimpijskich (1984, 1992 i 1994). Na swoich pierwszych igrzyskach, w 1984 reprezentował Jugosławię. Podczas tych igrzysk wziął udział w dwóch konkurencjach bobslejów: dwójka mężczyzn, gdzie zajął 22. miejsce oraz czwórka mężczyzn, gdzie zajął 19. miejsce. Na kolejnych igrzyskach, w 1992, ponownie reprezentował Jugosławię. Podczas tych igrzysk wziął udział w jednej konkurencji bobslejów: czwórce mężczyzn, gdzie zajął 24. miejsce. Podczas swoich ostatnich igrzysk, w 1994 reprezentował Bośnię i Hercegowinę. Podczas tych igrzysk uczestniczył w jednej konkurencji bobslejów: dwójce mężczyzn, gdzie zajął 33. miejsce.